# Lieux et monuments de Vaasa
Cet article liste des lieux et monuments de Vaasa en Finlande

## Architecture

### Monuments
- Mairie de Vaasa
- Rauniopuisto
- Vesiylioikeus
- Maison Wasaborg
- Wasa Station
- Öjbergetin näkötorni
- Château d'eau de Vaasa
- Hôpital de l'Ancien Vaasa
- Hôpital central
- Prison de Vaasa
- Maison du Gouverneur
- Vaasan Sähkö Areena
- Cour d'appel
- Kukkaistalo
- Maison Kurtenia
- Virastotalo
- Loftet
- Piispasen talo
- Ritz
- Södersundin tuulimylly
- Vaasan hallintotalo
- Tritonia
- Vaasan Folkhälsan-talo
- Suomen pankin talo
- KOY Egen Härd
- Vasa Arbis
- Setterbergintalo
- Rantalinna
- Raastuvankatu 23[1]
- Centrales de Vaskiluoto
- Centre médical de Tammikaivo
- Parc des ruines
- Parc Strömberg

### Casernes des tireurs d'élite
- Casernes des tireurs d'élite - Poste de garde - Bâtiment d'artillerie - Boulangerie - Atelier - Bâtiment du personnel - Hôpital

### Églises
- Église de Mustasaari - Église Saint-Nicolas - Église de Vaasa- Chapelle du Sacré-Cœur de Jésus - Église de Vähäkyrö - Église de Vetokannas - Église de Sundom - Église d'Huutoniemi - Église de Palosaari

### Commerces
- Place du marché de Vaasa - Halle du marché de Vaasa - Centre Rewell - GW Galleria - Kipinän talo - Espen - Centre commercial Hartman

### Sports
- Stade Elisa
- Fennia Areena
- Stade de baseball d'Hietalahti
- Kaarlen kenttä
- Kyrölän kenttä
- Vaasan Tennis Center
- Vaasan Sähkö Areena
- Piscine de Vaasa
- Botnia-halli
- Golf de Vaasa
- Öjberget

## Transports

### Gares
- Halte d'Huutoniemi (fi) Mustasaaren rautatieasema (fi) - Aéroport de Vaasa - Gare de Vaasa - Port de Vaasa -  Gare de Vaskiluoto - Halte de Wasalandia (fi)
- Ligne Seinäjoki–Vaasa

### Ponts
- Pont de Vaskiluoto
- Pont de Palosaari
- Pont de Sundom

### Routes
- Route européenne 8 - Route européenne 12 - Valtatie 3 - Valtatie 8 - Valtatie 18 - Route bleue - Seututie 673 - Seututie 704 - Seututie 715 - Seututie 717 - Seututie 718  - Seututie 724  - Yhdystie 6741 - Yhdystie 7173 - Yhdystie 7251

## Lieux

### Places et rues
- Place du marché de Vaasa - Kasarmintori
- Alatori
- Aleksanterinkuja
- Ajurinkatu
- Asemakatu
- Hietasaarenkatu
- Hovioikeudenpuistikko
- Itäinen Kasarmintori
- Kasarminkatu
- Kauppapuistikko
- Kellosepänkatu
- Kirjastonkatu
- Kirjastonkuja
- Kirkkopuistikko
- Kirvesmiehenkatu
- Klemetinkatu
- Korsholmanpuistikko
- Koulukatu
- Lastenkodinkatu
- Läntinen Kasarmintori
- Museokatu
- Pitkäkatu
- Pikkukatu
- Raastuvankatu
- Rantakatu
- Rauhankatu
- Rautatienkatu
- Rosteninkatu
- Teräksenkuja
- Tiilitehtaankatu
- Tiilitehtaankuja
- Vaasanpuistikko
- Ylätori

### Parcs
- Aaltopuisto
- Alkulan puisto
- Alppiruusupuisto
- Arboretum
- Asemapuisto
- Bergmanin puisto
- Edvininpolku
- Parc d'Hietalahti
- Hietasaari
- Hovioikeudenpuisto
- Inkerinpuisto
- Isolahden uimarannan puisto
- Jukolanpuisto
- Jääkärinpuistikko
- Kalaranta
- Kasarmintorin puisto
- Kaupungintalon puisto
- Kirjastonpuisto
- Kirsikkapuisto
- Kivikkopuisto
- Klemetinpuisto
- Kirkkopuisto
- Karhupuisto
- Kulmakadun puisto
- Kustaanlinnanpuisto
- Kuunmaisemanpuisto
- Kyröntienpuisto
- Käämijänpolun puisto
- Laamanninpuisto
- Lammassaarenpuisto
- Lehmuspuisto
- Läntisen Pitkäkadun korttelipuisto
- Maankohoamispuisto
- Majavan puisto
- Mansikkasaaren puisto
- Marianpuisto
- Mäkikaivontien toripuisto
- Onkilahdenpuisto
- Palosaari
- Paukkulanpuisto
- Rauniopuisto
- Radiotien puisto
- Räätälinsaari
- Salmipuisto
- Satamapuisto
- Semaforin puisto
- Parc Setterberg
- Pikitehtaanpuisto
- Rajametsänpuisto
- Rantatienpuisto
- Sorvarinkadun puisto
- Suvilahden toripuisto
- Tammikartano
- Teirinpuisto
- Tiklaspuisto
- Vanhan Vaasan asemanpuisto
- Vapaudentien puisto
- Variskari
- Viilarinpuisto
- Viikingan uimarannan viheralue
- Wolffinpuisto[2]
- Ancien cimetière de Vaasa
- Nouveau cimetière de Vaasa

### Autres lieux
- Söderfjärden, Kvarken, Öjberget (ski - archéologie)

## Nature

### Eaux
- Kylälampi - Pilvilampi - Pukinjärvi - Storbottnen - Tiklaslampi - Vikenjärvi
- Kyrönjoki - Mullosbäcken - Vanhan Vaasan kanava
- Annskärsund - Bastuhålet - Bengtskärs fladan - Bodfladan - Byöfjärden - Emäntälahti - Eteläinen kaupunginselkä - Gerbynlahti - Glofladan - Horskärsfjärden - Isolahti - Kantfjärden - Korshamnsfjärden - Kuulahti - Långviken - Norrhålet - Onkilahti - Peniskarströmmen - Revelsund - Rönnskärsfjärden - Schäferiviken - Skärifjärden - Stadshålet - Stråkafladan - Strömmen - Sundet - Svartholmsviken - Torskärsfjärden - Tuomarinselkä - Utteröfjärden - Varisselkä - Väderskat hålet - Äspskärsfjärden - Östmansfjärden

### îles
- Andören - Annskäret - Apteekki - Äspskäret -  Båtskäret - Bengtskäret-Revlarna - Björnskäret - Boskär - Caprera - Fjärdsgrund - Fårskäret -  Garrören -  Gåsgrund -  Gloskäret - Hietasaari - Horsskäret - Inre Torgrund - Johannesgrund - Kalvskinnsgrund - Kantörarna - Lammassaari - Långgrynnan -  Långskäret - Långören -  Mansikkasaari - Mastören - Norrgrynnan -  Östmans skäret - Räätälinsaari - Rönnskäret - Stavas Svedjeskäret - Stora Svedjeskäret - Storskär - Tistronskärsbådarna - Torskäret - Tuomarinkari -  Vaskiluoto - Yttre Torgrund

## Culture

### Éducation
- Université d'Helsinki
- Novia
- Université des sciences appliquées de Vaasa
- Université de Vaasa
- Svenska handelshögskolan
- Åbo Akademi

### Musées
- Bragen ulkomuseo - Musée d'Art moderne Kunts - Pläkkyrimuseo - Pohjanmaan museo - Suomen kirjastomuseo - Terranova - Tikanojan taidekoti - Vaasan auto- ja moottorimuseo - Vaasan merimuseo - Vaasan sotaveteraanimuseo - Galerie d'Art de Vaasa - Vaasan työväenmuseo - Vanhan Vaasan museo - Vähänkyrön kotiseutumuseo

### Autres
- Bibliothèque municipale de Vaasa - Ateljé Torni - Ateljee MOL - Black Wall Gallery - Valokuvagalleria IBIS -Mikolan akvarellisali - Galleria Wasaborg  - Nelin-Cronströmin taidekoti - Pikku Galleria - Vaasan kaupunginteatteri - Wasa Teater - Meteoriihi - Wasalandia - Tropiclandia - Piscine de Vaasa - Stade Elisa